# Matura Mihály

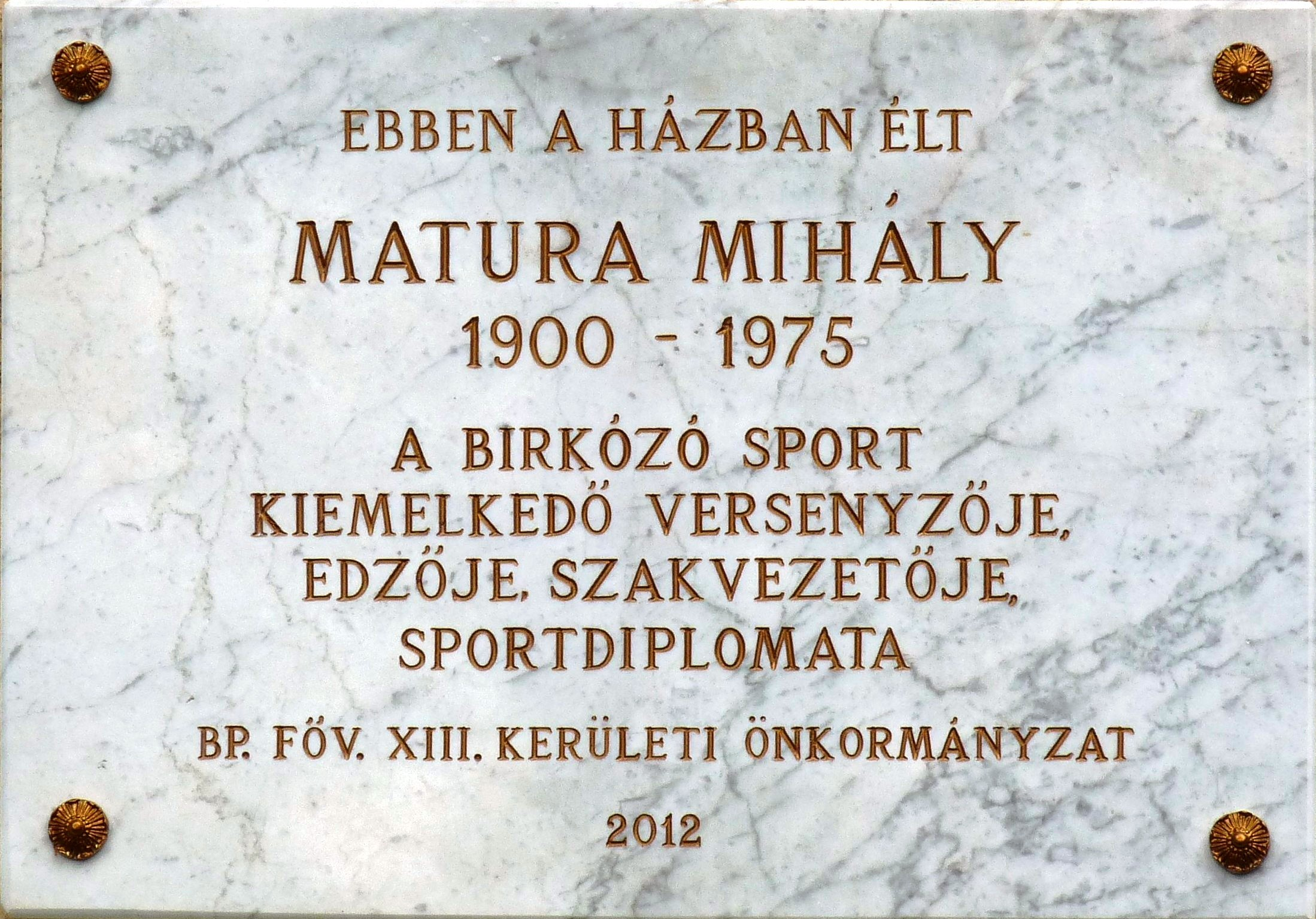
Matura Mihály emléktáblája

Matura Mihály (Budapest, 1900. április 9. – Budapest, 1975. augusztus 7.) birkózó, edző, sportvezető.
1917-től a Munkás Testedző Egylet kötöttfogású, könnyűsúlyú (67,5 kg) versenyzője volt. 1924-ben nyerte meg első felnőtt bajnoki címét és ugyanebben az évben hatodik lett az Olimpiai Játékokon Párizsban. Ezt követően 1927-ben és 1928-ban újabb magyar bajnokságot nyert, valamint 1925-ben a római és 1926-ban rigai Európa-bajnokságon bronzérmet szerzett.
1928-tól kezdve edzőként is tevékenykedett. A versenyzéstől 1935-ben vonult vissza. A második világháború után a Csepel SC edzője lett. Később a Magyar Birkózó Szövetség elnöki posztját töltötte be. A Nemzetközi Birkózó Szövetségben 1952-től elnökségi tag volt, majd 1972-ben alelnöknek választották. 1958-ban és 1960-ban a Magyar Testnevelési és Sport Tanács (MTST) tagjának nevezték ki. 1963 decemberétől a Magyar Testnevelési és Sportszövetség országos tanácsának tagja lett. Tagja volt a Magyar Olimpiai Bizottság elnökségének is. Edzőként és sportvezetőként haláláig szinte minden birkózó világeseményen részt vett.
Emlékére a Matura Mihály kötöttfogású versenyt minden évben megrendezik.

## Díjai, elismerései
- Magyar Köztársasági Érdemérem ezüst fokozat (1947)[7]
- Magyar Köztársasági Sportérdemérem ezüst fokozat (1949)[8]
- Magyar Népköztársasági Sportérdemérem ezüst fokozat (1951)[9]
- Szocialista Munkáért Érdemérem (1955)[10]
- Mesteredző (1961)